# Diphyus trifasciatus
Diphyus trifasciatus är en stekelart som först beskrevs av Johann Ludwig Christian Gravenhorst 1829.  Diphyus trifasciatus ingår i släktet Diphyus och familjen brokparasitsteklar. Arten är reproducerande i Sverige. Inga underarter finns listade i Catalogue of Life.